# Eremobryobia haloxyli
Eremobryobia haloxyli är en spindeldjursart som beskrevs av Strunkova och P. Mitrofanov 1982. Eremobryobia haloxyli ingår i släktet Eremobryobia och familjen Tetranychidae. Inga underarter finns listade i Catalogue of Life.